# Legacy Recordings
La Legacy Recordings è un'etichetta discografica creata nel 1990 dalla CBS Records (gruppo Sony Music) per la ristampa di album da cataloghi di diverse etichette, tra cui Columbia e Epic.
La suddivisione attualmente gestisce gli archivi della Sony Music relativi a RCA Records, RCA Records Nashville, J Records, Windham Hill Records, Arista Records, LaFace Records, Jive Records, Buddah Records e Philadelphia International Records. Inoltre gestisce il catalogo delle registrazioni prodotte da Phil Spector.
Particolarmente degna di nota è la serie di compilation chiamata Playlist o Playlist: The Very Best of....